# Pfarrhaus (Buggenhofen)

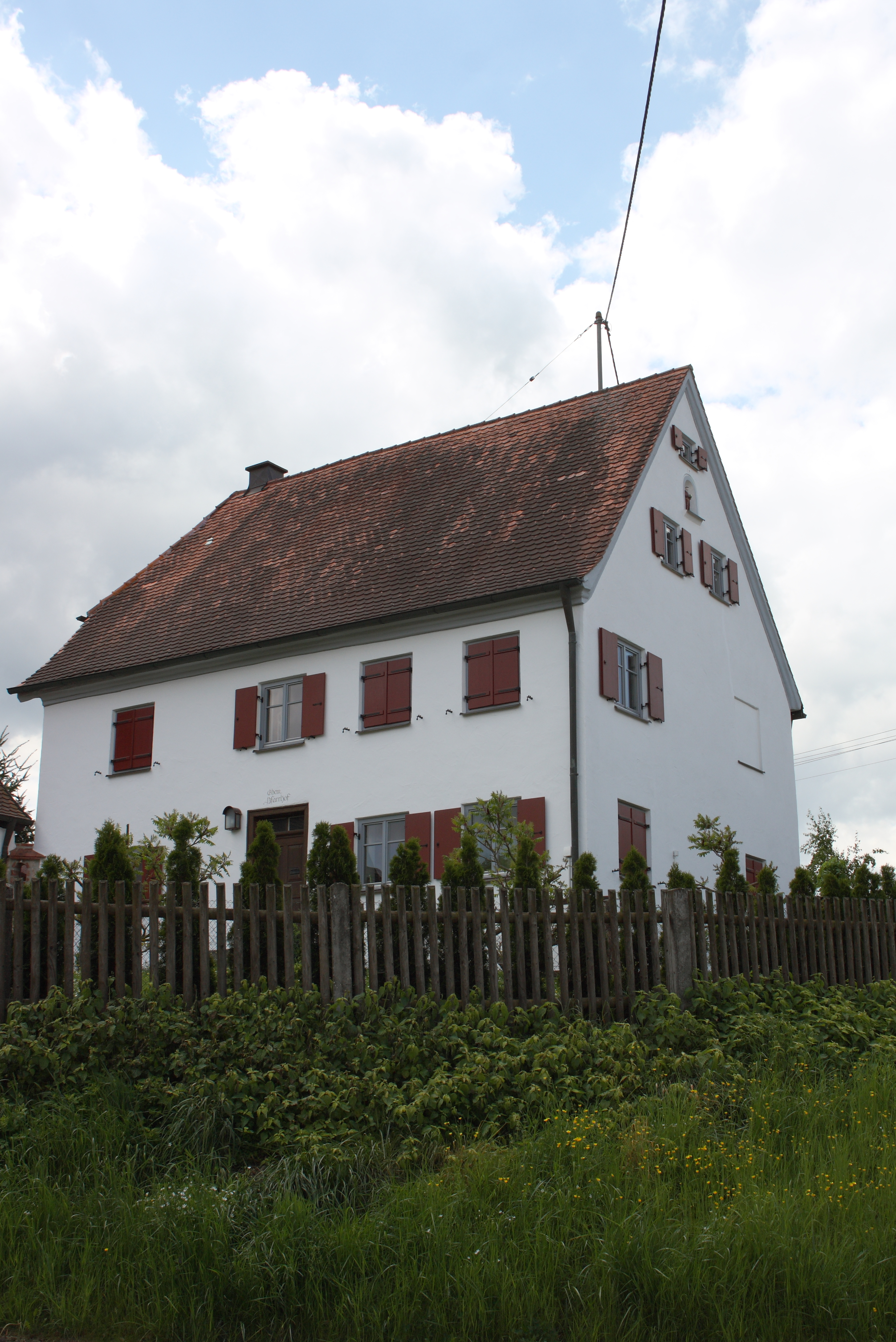
Ehemaliges Pfarrhaus in Buggenhofen

Das Pfarrhaus in Buggenhofen, einem Gemeindeteil von Bissingen im Landkreis Dillingen an der Donau im bayerischen Regierungsbezirk Schwaben, wurde Ende des 18. Jahrhunderts erbaut. Das ehemalige Pfarrhaus mit der Adresse Buggenhofen 3 ist ein geschütztes Baudenkmal.
Der zweigeschossige Sattel- bzw. Halbwalmdachbau mit profiliertem Traufgesims besitzt vier zu zwei Fensterachsen. Im Giebelfeld ist eine kleine Steinfigur des heiligen Antonius aus der Bauzeit des Hauses zu sehen.